# 入谷站 (東京都)
入谷站（日语：／ Iriya eki */?）是位於日本東京都台東區入谷一丁目，屬於東京地下鐵日比谷線的鐵路車站。車站編號是H 19。

## 历史
- 1961年（昭和36年）3月28日：帝都高速度交通營團（營團地下鐵）日比谷線車站開業。
- 2004年（平成16年）4月1日：營團地下鐵民營化，成為東京地下鐵車站。
- 2010年（平成22年）12月20日：2號月台三之輪側開設4號出入口。

## 車站構造

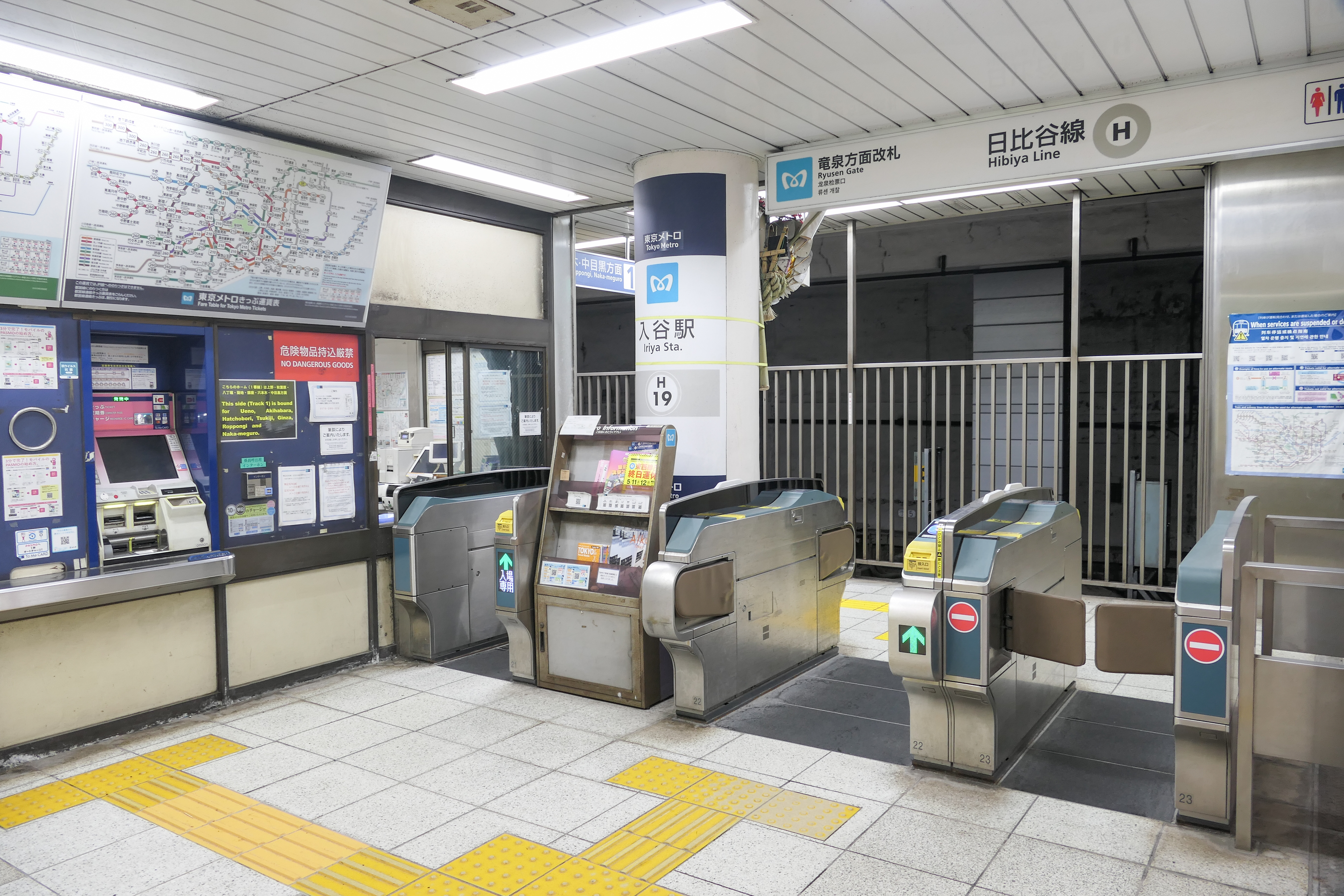
往龍泉方向的檢票口（2024年4月）

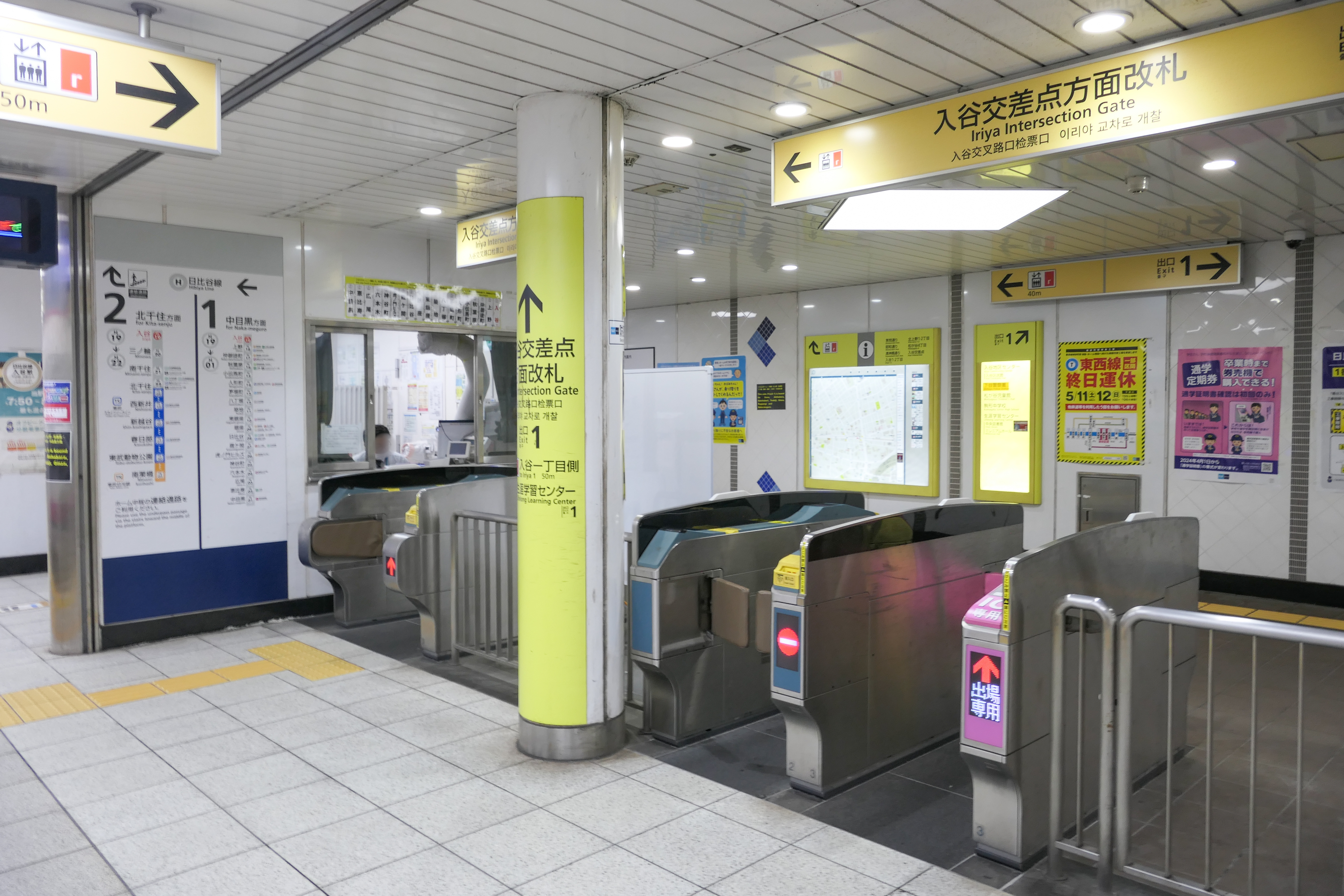
往入谷交叉點方向的檢票口（2024年4月）

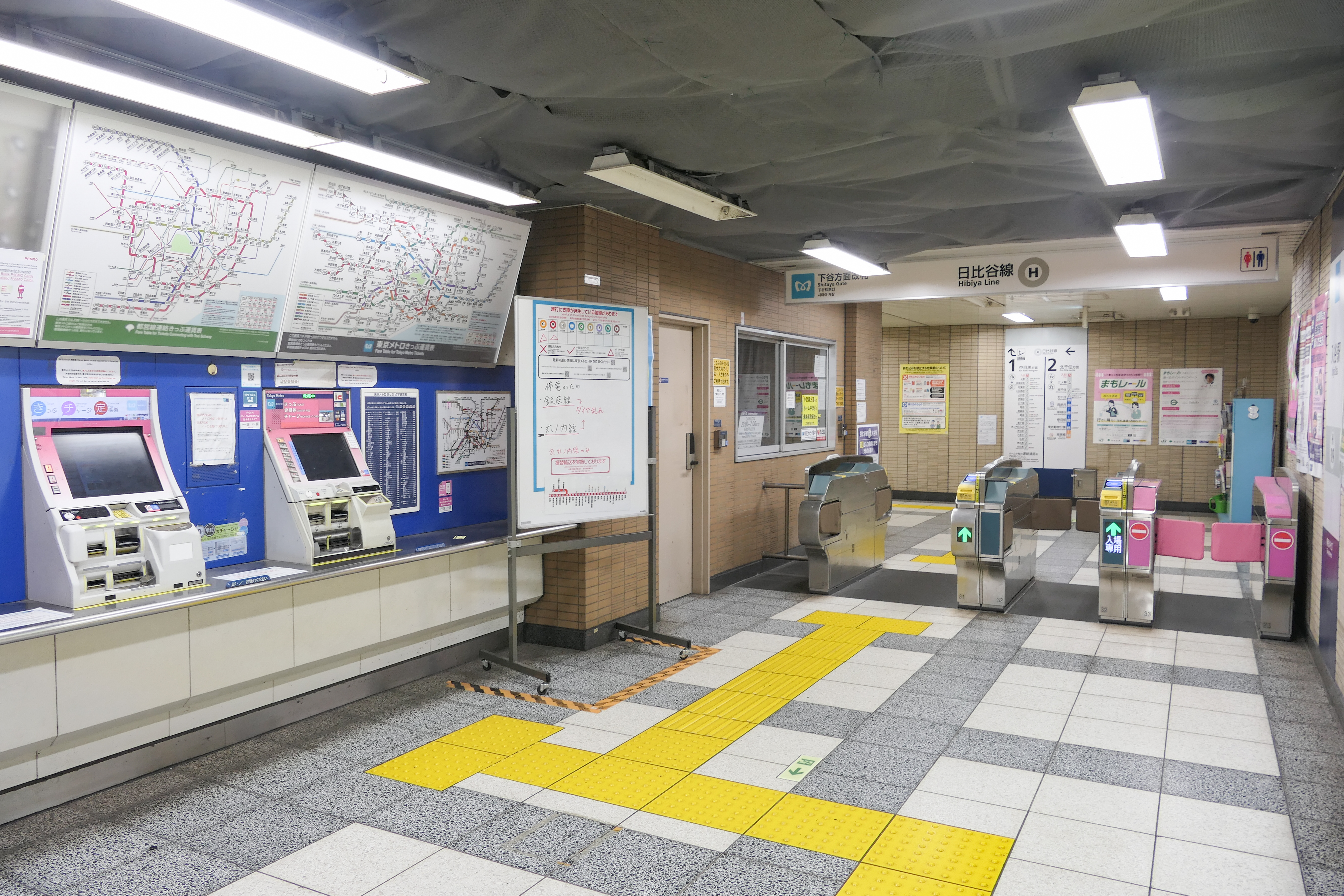
往下谷方向的檢票口（2024年4月）

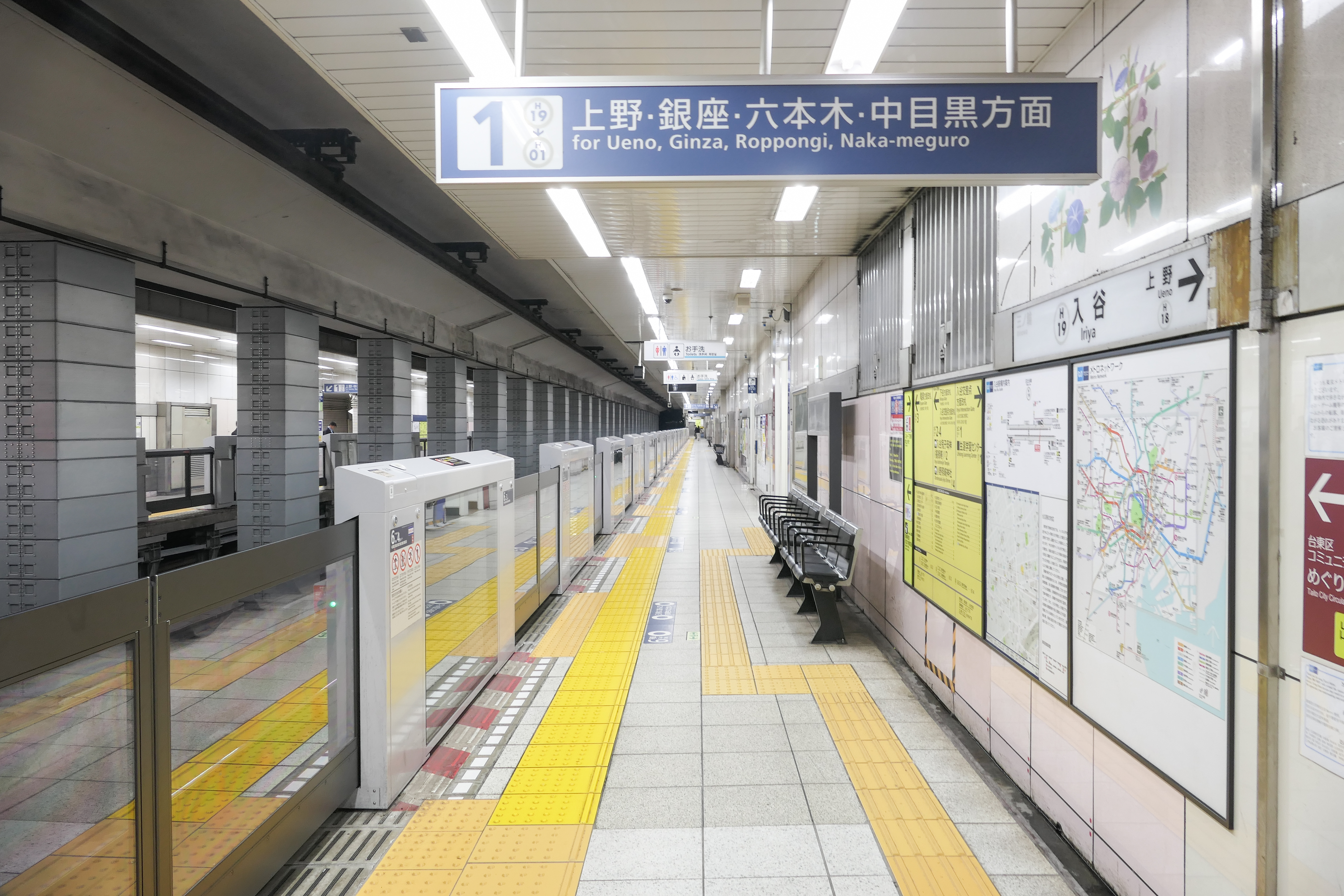
1號月台（2024年4月）

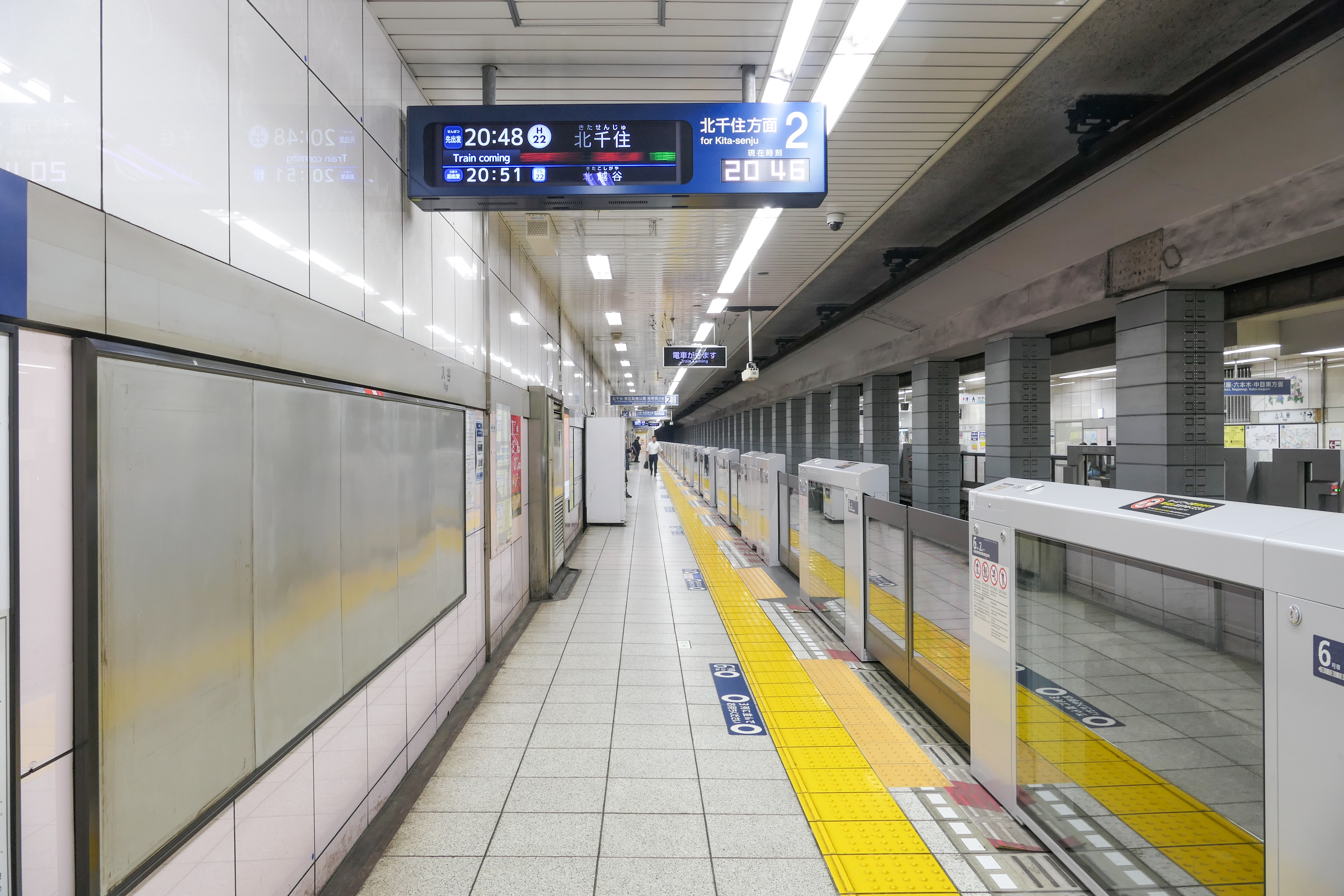
2號月台（2024年4月）

相對式月台2面2線的地下車站。北側（三之輪側）出入口是往入谷商店街方向最近的出入口。廁所分別在2號線月台上野側付費區內、三之輪側剪票口外，僅後者設有多功能廁所。
1992年，月台壁面進行整修，因附近的入谷朝顏市而在站名標上加入牽牛花繪圖。
由於本站月台未考慮到空氣流通，列車進入時強烈的氣流會灌入車站階梯（站內亦設有注意強風的看板）。
2010年12月20日，2號線月台三之輪側開設4號出入口。開業約50年來首次設置無障礙設施－電扶梯（4號出入口 - 剪票口外大廳通道途中）與電梯（4號出入口 - 剪票口外大廳）。
建設中的1959年，本站附近挖掘出冰河期的納瑪象臼齒。

### 月台配置

| 月台 | 路線     | 目的地                 |
| ---- | -------- | ---------------------- |
| 1    | 日比谷線 | 上野、銀座、中目黑方向 |
| 2    | 日比谷線 | 北千住、南栗橋方向     |

（來源：東京地下鐵:構內圖 （页面存档备份，存于））

## 利用狀況
2017年度1日平均上下車人次為33,644人，東京地下鐵全部130個車站當中排行107位。日比谷線內僅高於南千住站。
近年1日平均上下車、上車人次變化如下表。
| 年度               | 1日平均 上下車人次 | 1日平均 上車人次 | 來源     |
| ------------------ | ------------------ | ---------------- | -------- |
| 1992年（平成04年） |                    | 14,170           | [ * 1 ]  |
| 1993年（平成05年） |                    | 14,110           | [ * 2 ]  |
| 1994年（平成06年） |                    | 13,866           | [ * 3 ]  |
| 1995年（平成07年） |                    | 13,648           | [ * 4 ]  |
| 1996年（平成08年） |                    | 13,315           | [ * 5 ]  |
| 1997年（平成09年） |                    | 13,197           | [ * 6 ]  |
| 1998年（平成10年） |                    | 12,863           | [ * 7 ]  |
| 1999年（平成11年） |                    | 12,486           | [ * 8 ]  |
| 2000年（平成12年） | 24,013             | 12,441           | [ * 9 ]  |
| 2001年（平成13年） | 24,383             | 12,477           | [ * 10 ] |
| 2002年（平成14年） | 24,375             | 12,326           | [ * 11 ] |
| 2003年（平成15年） | 24,519             | 12,404           | [ * 12 ] |
| 2004年（平成16年） | 25,583             | 12,625           | [ * 13 ] |
| 2005年（平成17年） | 26,330             | 12,786           | [ * 14 ] |
| 2006年（平成18年） | 26,498             | 13,055           | [ * 15 ] |
| 2007年（平成19年） | 27,026             | 13,475           | [ * 16 ] |
| 2008年（平成20年） | 26,830             | 13,403           | [ * 17 ] |
| 2009年（平成21年） | 26,414             | 13,230           | [ * 18 ] |
| 2010年（平成22年） | 26,311             | 13,230           | [ * 19 ] |
| 2011年（平成23年） | 26,551             | 13,342           | [ * 20 ] |
| 2012年（平成24年） | 27,680             | 13,811           | [ * 21 ] |
| 2013年（平成25年） | 29,029             | 14,534           | [ * 22 ] |
| 2014年（平成26年） | 29,891             | 15,014           | [ * 23 ] |
| 2015年（平成27年） | 31,184             | 15,672           | [ * 24 ] |
| 2016年（平成28年） | 32,324             | 16,255           | [ * 25 ] |
| 2017年（平成29年） | 33,644             |                  |          |

## 車站周邊
車站南側有幹道的交叉路口。站前有超市等商店，流量十分大。商店街下谷警察署位於車站北側（三之輪側）。2000年代起，站前周邊陸續興建公寓大樓，使用者逐漸增加。
- 真源寺（日语：真源寺）（入谷鬼子母神） - 7月初舉行著名的朝顔市。
- 小野照崎神社（日语：小野照崎神社）
- 秋葉神社
- 國道4號
- 清洲橋通（日语：清洲橋通り）
- 言問通（日语：言問通り）
- 鶯谷站（JR山手線、京濱東北線）
- 台東區役所（日语：台東区役所）入谷地區中心
  - 台東區入谷區民館
  - 台東區入谷老人福祉館
- 台東區役所西部區民事務所
- 台東區金杉區民館
- 台東區生涯學習中心
  - 台東區立中央圖書館
- 東京都台東區立台東醫院（日语：東京都台東区立台東病院）
- 台東入谷郵便局
- 台東根岸三郵便局
- 台東千束郵便局
- 上野郵便局（日语：上野郵便局 (東京都)）
- 下谷警察署（日语：下谷警察署）
- 日本醫療勞動會館
  - 日本醫療勞動組合連合會（日语：日本医療労働組合連合会）
  - 中央社會保障推進協議會（日语：中央社会保障推進協議会）
- 入谷朝顔路（入谷あさがおロード）
- COCOSNAKAMURA（ココスナカムラ）入谷店

## 路線巴士
最近的巴士站是都營巴士「入谷鬼子母神」與台東區社區巴士「MEGURIN」「入谷站入口」。
入谷鬼子母神
- 上26 往上野公園／往龜戶站
- 草41 往足立梅田町（日语：梅田 (足立区)）／往淺草壽町

入谷站入口
- 北MEGURIN 生涯學習中心北、淺草站方向

## 相鄰車站
東京地下鐵
 日比谷線
上野（H 18）－入谷（H 19）－三之輪（H 20）

### 來源
東京都統計年鑑
1. ↑  .   [2017-03-18]. （原始内容存档于2013-08-15）.
2. ↑  .   [2017-03-18]. （原始内容存档于2013-02-03）.
3. ↑  .   [2017-03-18]. （原始内容存档于2013-02-03）.
4. ↑  .   [2017-03-18]. （原始内容存档于2013-02-03）.
5. ↑  .   [2017-03-18]. （原始内容存档于2013-02-03）.
6. ↑  .   [2017-03-18]. （原始内容存档于2016-03-04）.
7. ↑  東京都統計年鑑（平成10年）PDF
8. ↑  東京都統計年鑑（平成11年）PDF
9. ↑  .   [2017-03-18]. （原始内容存档于2016-03-04）.
10. ↑  .   [2017-03-18]. （原始内容存档于2016-03-04）.
11. ↑  .   [2017-03-18]. （原始内容存档于2017-07-29）.
12. ↑  .   [2017-03-18]. （原始内容存档于2017-07-29）.
13. ↑  .   [2017-03-18]. （原始内容存档于2017-07-29）.
14. ↑  .   [2017-03-18]. （原始内容存档于2017-07-29）.
15. ↑  .   [2017-03-18]. （原始内容存档于2017-07-29）.
16. ↑  .   [2017-03-18]. （原始内容存档于2017-07-29）.
17. ↑  .   [2017-03-18]. （原始内容存档于2017-07-29）.
18. ↑  .   [2017-03-18]. （原始内容存档于2016-03-26）.
19. ↑  .   [2017-03-18]. （原始内容存档于2016-03-27）.
20. ↑  .   [2017-03-18]. （原始内容存档于2016-03-25）.
21. ↑  .   [2017-03-18]. （原始内容存档于2016-03-27）.
22. ↑  .   [2017-03-18]. （原始内容存档于2016-03-22）.
23. ↑  .   [2017-03-18]. （原始内容存档于2017-07-30）.
24. ↑  .   [2019-01-07]. （原始内容存档于2018-11-09）.
25. ↑  .   [2019-01-07]. （原始内容存档于2019-05-02）.

## 外部連結
- 入谷/H19 | 路線・車站資訊 | 東京地下鐵
- 入谷あさがおロード （页面存档备份，存于）